# Stivaliidae
Stivaliidae (лат.) — семейство блох. Около 100 видов. Австралия, Африка и Юго-Восточная Азия. Большинство видов представлено в Австралии и на Новой Гвинее. Глаза имеются, расположены более или менее вентрально. Ктенидии на пронотуме есть; другие ктенидии отсутствуют. Седьмой абдоминальный тергит самцов мелкий. Паразитируют на сумчатых, грызунах, хищных и других млекопитающих. Полный список хозяев включает семейства: хищные сумчатые, сумчатые барсуки, лазящие сумчатые поссумы, сумчатые летяги, карликовые кускусы, кенгуровые, ежовые, землеройковые, тупайи, беличьи, хомяковые, мышиные, виверровые, мангустовые, кошачьи, 2 вида отмечены на человеке.

## Систематика
Около 100 видов, более 20 родов. Ранее это семейство объединяли с близкими к нему семействами Pygiopsyllidae и Lycopsyllidae (вместе они составляют надсемейство Pygiosylloidea Wagner, 1939)
- Afristivalius Traub, 1980 — 14 видов
- Astivalius Smit, 1953
- Aviostivalius Traub, 1980 — 3 вида
- Ernestinia Smit, 1953
- Farhangia Traub, 1980 — 2 вида
- Gryphopsylla Traub, 1957 — 3 видов
- Idiochaetis Jordan, 1937
- Lentistivalius Traub, 1972 — 8 видов
- Medwayella Traub, 1972 — 14 видов
- Metastivalius Holland, 1969 — 10 видов
- Muesebeckella  Traub, 1969 — 2 вида
- Nestivalius  Traub, 1980
- Obtusifrontia Holland, 1969 — 3 вида
- Orthopsylloides  Holland, 1969 — 3 вида
- Papuapsylla  Holland, 1969 — 19 видов
- Parastivalius  Holland, 1969 — 5 видов
- Smitella  Traub, 1968
- Stivalius  Jordan & Rothschild, 1922 — 5 видов
- Striopsylla  Holland, 1969 — 3 вида
- Tiflovia  Traub, 1977 — 2 вида
- Traubia  Smit, 1953 — 4 вида
- Zyx  Smit, 1953